# Alexandru Vlahuță (Vaslui)
Alexandru Vlahuță est une commune de Roumanie située dans le județ de Vaslui, en Moldavie.
La commune est composée de quatre villages : Florești, Ghicani, Morăreni et Buda. Autrefois nommée Pleșești, la commune s'unit à celle de Pătrașcani. L'ensemble prend alors le nom de l'écrivain roumain Alexandru Vlahuță, qui y est né.